# Republic RC-3 Seabee

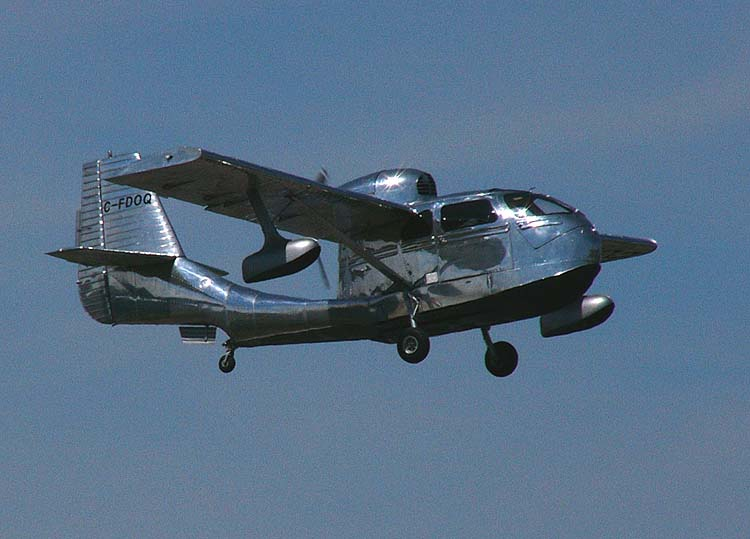
Republic RC-3 Seabee

Republic RC-3 Seabee este un avion amfibiu sportiv integral metalic produs de Corporația Aviatică Republic.

## Istoricul operațiunilor
Avioanele Seabee au devenit foarte populare în SUA și Canada și de asemenea a fost găsit ca fiind potrivit în mod ideal pentru operațiune în țări cu linii de coastă lungi,cu multe insule,cu multe lacuri și zone mari de sălbăticie.După ce timpul de producție s-a sfârșit,108 avioane Seabee au fost exportate multor țări și parteneriate au fost stabilite în Brazilia,Cuba,Panama,Columbia,Mexic, Uruguay,Peru,Venezuela,Chile,Argentina,Fiji,Noua Caledonie,Africa de Sud,Anglia,Norvegia,Suedia.
În anii '40 și prin anii'50,avionul Seabee a devenit unul dintre cele mai populare avioane-tufiș și ambulanțe aeriene în țări precum Canada,Norvegia,Suedia și SUA.
Multe misiuni de salvări a vieților au fost făcute de piloți eroi de avioane Seabee salvând oameni grav bolnavi din insule izolate și sălbăticie vastă,precum și piloți de avioane Seabee făcând decolări și aterizări "imposibile" de pe lacuri mici pentru a livra provizii 
vânătorilor și vânătorilor de blănuri.
În 2006 peste 250 de avioane Seabee sunt încă înregistrate și zboară,un număr care crește anual,noi avioane fiind asamblate din părți și epave.Câteva avioane Seabee chiar mai operează în mod comercial ca avioane-tufiș și taxiuri aeriene.În istoria aviației câteva avioane au avut cariere mai lungi sau mai bune decât avionul Seabee.